# 征服軍
征服軍（阿拉伯语：‎，Jaish al-Fatah，簡稱JaF）是叙利亚内战中一個由多個伊斯蘭主義武裝團體組成的軍事聯盟，主要在伊德利卜省活躍，也有一些派系在哈馬省和拉塔基亞省活動。征服軍於2015年3月24日宣佈成立，並於同年3月28日攻佔伊德利卜省首府伊德利卜。在接下來的數月間，征服軍在敘利亞西北部展開攻勢，差不多把政府軍完全趕出伊德利卜省。征服軍也開始在敘利亞其它地區建立分支。

## 組成
自由沙姆人伊斯蘭運動（Ahrar ash-Sham）是征服軍中最大的成員團體。其它主要的伊斯蘭主義成員團體包括努斯拉陣線和沙姆軍團（Sham Legion）。征服軍也與自由叙利亚军合作。征服軍規定當不同成員團體發起聯合行動時，必需使用「征服軍」的名號並不得提及參與的成員團體名稱。據稱努斯拉陣線和自由沙姆人伊斯蘭運動佔了征服軍的9成兵力。有媒體指沙特阿拉伯人和卡塔爾人向征服軍提供了它所需經費的4成，其餘經費則由征服軍自己籌集。
2015年，阿克薩戰士退出征服軍。
2016年9月24日，努爾丁·贊吉運動加入征服軍。10月9日，阿克薩戰士重新加入前名努斯拉陣線的征服沙姆陣線，因此亦重新加入征服軍。
在2017年1月征服軍內兩大派系征服沙姆陣線和自由沙姆人伊斯蘭運動爆發武裝衝突後，征服軍的聯盟實質上已不存在。

## 戰役和行動
俄羅斯在2015年9月30日開始空襲敘利亞反政府武裝，征服軍是俄軍的攻擊目標之一。
2016年12月，征服軍宣稱對俄羅斯駐土耳其大使安德烈·根纳季耶维奇·卡尔洛夫在土耳其首都安卡拉遇刺身亡一案負責。